# (3801) Thrasymedes
(3801) Thrasymedes ist ein Asteroid aus der Gruppe der Jupiter-Trojaner. Damit werden Asteroiden bezeichnet, die auf den Lagrange-Punkten auf der Bahn des Jupiter um die Sonne laufen. (3801) Thrasymedes wurde am 6. November 1985 im Rahmen des Spacewatch-Programmes entdeckt. Er ist dem Lagrangepunkt L4 zugeordnet.
Der Asteroid ist nach einer mythologischen Person im Zusammenhang mit dem Trojanischen Krieg benannt.